# Першотравенська сільська рада (Обухівський район)
| Першотравенська сільська рада — колишній орган місцевого самоврядування у Обухівському районі Київської області з адміністративним центром у с. Перше Травня. Історична дата утворення: 26 квітня 1991 року . Водоймища на території, підпорядкованій даній раді: річка Стугна. Сільській раді підпорядковані населені пункти: - с. Перше Травня |

## Склад ради
Рада складається з 12 депутатів та голови.

### Керівний склад ради
| ПІБ                       | Основні відомості                                                         | Дата обрання | Дата звільнення |
| ------------------------- | ------------------------------------------------------------------------- | ------------ | --------------- |
| Семенюк Тамара Григорівна | Сільський голова, 1966 року народження, освіта, позапартійна              | 26.03.2006   | 31.10.2010      |
| Семенюк Тамара Григорівна | Сільський голова, 1966 року народження, освіта вища, член Партії регіонів | 31.10.2010   |                 |

Примітка: таблиця складена за даними джерела